# Troisième district congressionnel de l'État de New York
Le 3e district congressionnel de New York est un district de l'État de New York. Il est représenté par le Démocrate Tom Suozzi, après la tenue d'élections spéciales le 13 février 2024 pour remplacer le Républicain expulsé George Santos,. L'élection a été appelée pour Suozzi par l'Associated Press environ une heure après la clôture du scrutin.
Ce district est le plus riche de New York et, en 2022, il était le quatrième plus riche au niveau national.

## Composition
Le district inclut des parties de North Shore à Long Island. Il s'étend au nord du Comté de Nassau et loin dans le nord-est du Queens. Les villes de Long Island incluses sont :
| Bethpage Farmingdale Glen Cove Great Neck Hicksville Jericho Levittown Manhasset | Mineola Massapequa Park Oyster Bay Cove Old Brookville Plainview Port Washington Roslyn Syosset |

Les villes du Queens incluses sont :
| Floral Park Glen Oaks Little Neck Queens Village Whitestone |

## Historique de vote
| Année | Poste      | Résultats               |
| ----- | ---------- | ----------------------- |
| 1992  | Président  | Clinton 44,0 % – 42,0 % |
| 1996  | Président  | Clinton 53,0 % – 38,0 % |
| 2000  | Président  | Gore 52,0 % – 44,0 %    |
| 2004  | Président  | Bush 52,0 % – 47,0 %    |
| 2008  | Président  | Obama 54,0 % – 46,0 %   |
| 2012  | Président  | Obama 51,0 % – 48,0 %   |
| 2016  | Président  | Clinton 51,0 % – 45,0 % |
| 2020  | Président  | Biden 54,0 % – 44,0 %   |
| 2022  | Gouverneur | Zeldin 54,0 % – 44,0 %  |

## Liste des Représentants du district

### 1789 - 1805: Un siège
| Membre                          | Parti                 | Années                             | Congrès  | Histoire électorale                                                                                       |
| ------------------------------- | --------------------- | ---------------------------------- | -------- | --- |
| District établit le 4 mars 1789 |                       |                                    |          | |
| Egbert Benson (en)              | Pro Administration    | 4 mars 1789 - 3 mars 1793          | 1er , 2e | Élu en 1789. Réélu en 1790.%Retrait.                                                                      |
| Philip Van Cortlandt (en)       | Anti-Administration   | 4 mars 1793 - 3 mars 1795          | 3e - 7e  | Élu en 1793. Réélu en 1794. Réélu en 1796. Réélu en 1798. Réélu en 1800. Redécoupage vers le 4e district. |
| Philip Van Cortlandt (en)       | Républicain-Démocrate | 4 mars 1795 - 3 mars 1803          | 3e - 7e  | Élu en 1793. Réélu en 1794. Réélu en 1796. Réélu en 1798. Réélu en 1800. Redécoupage vers le 4e district. |
| Samuel L. Mitchill              | Républicain-Démocrate | 4 mars 1803 - 22 novembre 1804     | 8e       | Redécoupage depuis le 2e et réélu en 1802. Démissionne lorsqu'élu Sénateur des États-Unis.                |
| Vacant                          | Vacant                | 22 novembre 1804 - 14 février 1805 | 8e       | |
| George Clinton Jr. (en)         | Républicain-Démocrate | 14 février 1805 - 3 mars 1805      | 8e       | Élu pour terminer le mandat de Mitchill. Également élu dans les 2e et 3e districts.                       |

### 1805 - 1809: Deux sièges sur un seul ticket avec le2edistrict
Gurdon S. Mumford est généralement répertorié comme membre du 2e district, et George Clinton Jr. du 3e district, parce que Clinton a été élu pour combler le poste vacant causé par l'élection de Mitchill au Sénat américain, et Mitchill avait été élu précédemment dans le 3e district. Cependant, en 1804, Mitchill avait déjà été réélu sur la liste générale 2e/3e, et Clinton et Mumford furent élus lors d'élections spéciales, recevant des voix dans les deux districts.
| 4 mars 1805 - 3 mars 1809 | 9e , 10e | Gurdon S. Mumford (en) | Républicain-Démocrate | Daniel D. Tompkins a été lu en 1804 mais déclina le siège lorsque nommé à la Cour Suprême de New York. Élu pour terminer le mandat de Tompkins. Réélu en 1806. | George Clinton Jr. (en) | Républicain-Démocrate | Samuel L. Mitchill (du 3e district) a été élu en 1804 mais démissionna le 22 novembre 1804 lorsqu'élu Sénateur des États-Unis. Élu pour commencer le mandat de Mitchill. Réélu en 1806. |

Le district fut divisé en 1809.

### 1809 - 1823: Un siège
| Membre                    | Parti                 | Années                        | Congrès   | Histoire électorale                                                                               |
| ------------------------- | --------------------- | ----------------------------- | --------- | ------------------------------------------------------------------------------------------------- |
| Jonathan Fisk (en)        | Républicain-Démocrate | 4 mars 1809 - 3 mars 1811     | 11e       | Élu en 1808.                                                                                      |
| Pierre Van Cortlandt (en) | Républicain-Démocrate | 4 mars 1811 - 3 mars 1813     | 12e       | Élu en 1810. Perd sa réélection.                                                                  |
| Peter Denoyelles (en)     | Républicain-Démocrate | 4 mars 1813 - 3 mars 1815     | 13e       | Élu en 1812.                                                                                      |
| Jonathan Ward (en)        | Républicain-Démocrate | 4 mars 1815 - 3 mars 1817     | 14e       | Élu en 1814.                                                                                      |
| Caleb Tompkins (en)       | Républicain-Démocrate | 4 mars 1817 - 3 mars 1821     | 15e , 16e | Élu en 1816. Réélu en 1818.                                                                       |
| Vacant                    | Vacant                | 4 mars 1821 - 3 décembre 1821 | 17e       | Les élections ont eu lieu en avril 1821. Il n'est pas clair quand les résultats ont été annoncés. |
| Jeremiah H. Pierson (en)  | Républicain-Démocrate | 3 décembre 1821 - 3 mars 1823 | 17e       | Les élections ont eu lieu en avril 1821. Il n'est pas clair quand les résultats ont été annoncés. |

### 1823 - 1843: Trois, puis Quatre sièges
À partir de 1823, trois sièges ont été élus à l'échelle du district sur une liste générale. En 1833, un quatrième siège fut attribué au district, également élu à l'échelle du district sur la même liste générale.
| 18e | 4 mars 1823 - 3 mars 1825          | Churchill C. Cambreleng (en) | Républicain-Démocrate | Redécoupage depuis le 2e district et réélu en 1822. Réélu en 1824. Réélu en 1826. Réélu en 1828. Réélu en 1830. Réélu en 1832. Réélu en 1834. Réélu en 1836. Perd sa réélection. | Peter Sharpe (en)      | Républicain-Démocrate | Élu en 1822. Perd sa réélection.                                       | John J. Morgan (en)      | Républicain-Démocrate | Redécoupage depuis le 2e district et réélu en 1822. | Un 4e siège fut ajouté en 1833 | Un 4e siège fut ajouté en 1833 | Un 4e siège fut ajouté en 1833                                |
| 19e | 4 mars 1825 - 3 mars 1827          | Churchill C. Cambreleng (en) | Jacksonien (en)       | Redécoupage depuis le 2e district et réélu en 1822. Réélu en 1824. Réélu en 1826. Réélu en 1828. Réélu en 1830. Réélu en 1832. Réélu en 1834. Réélu en 1836. Perd sa réélection. | Jeromus Johnson (en)   | Jacksonien (en)       | Élu en 1824.                                                           | Gulian C. Verplanck (en) | Jacksonien (en)       | Élu en 1824.                                        | Un 4e siège fut ajouté en 1833 | Un 4e siège fut ajouté en 1833 | Un 4e siège fut ajouté en 1833                                |
| 20e | 4 mars 1827 - 3 mars 1829          | Churchill C. Cambreleng (en) | Jacksonien (en)       | Redécoupage depuis le 2e district et réélu en 1822. Réélu en 1824. Réélu en 1826. Réélu en 1828. Réélu en 1830. Réélu en 1832. Réélu en 1834. Réélu en 1836. Perd sa réélection. | Jeromus Johnson (en)   | Jacksonien (en)       | Élu en 1824.                                                           | Gulian C. Verplanck (en) | Jacksonien (en)       | Élu en 1824.                                        | Un 4e siège fut ajouté en 1833 | Un 4e siège fut ajouté en 1833 | Un 4e siège fut ajouté en 1833                                |
| 21e | 4 mars 1829 - 3 mars 1831          | Churchill C. Cambreleng (en) | Jacksonien (en)       | Redécoupage depuis le 2e district et réélu en 1822. Réélu en 1824. Réélu en 1826. Réélu en 1828. Réélu en 1830. Réélu en 1832. Réélu en 1834. Réélu en 1836. Perd sa réélection. | Campbell P. White (en) | Jacksonien (en)       | Élu en 1828. Réélu en 1830. Réélu en 1832. Réélu en 1834. Démissionne. | Gulian C. Verplanck (en) | Jacksonien (en)       | Élu en 1824.                                        | Un 4e siège fut ajouté en 1833 | Un 4e siège fut ajouté en 1833 | Un 4e siège fut ajouté en 1833                                |
| 22e | 4 mars 1831 - 3 mars 1833          | Churchill C. Cambreleng (en) | Jacksonien (en)       | Redécoupage depuis le 2e district et réélu en 1822. Réélu en 1824. Réélu en 1826. Réélu en 1828. Réélu en 1830. Réélu en 1832. Réélu en 1834. Réélu en 1836. Perd sa réélection. | Campbell P. White (en) | Jacksonien (en)       | Élu en 1828. Réélu en 1830. Réélu en 1832. Réélu en 1834. Démissionne. | Gulian C. Verplanck (en) | Jacksonien (en)       | Élu en 1824.                                        | Un 4e siège fut ajouté en 1833 | Un 4e siège fut ajouté en 1833 | Un 4e siège fut ajouté en 1833                                |
| 23e | 4 mars 1833 - 14 mai 1834          | Churchill C. Cambreleng (en) | Jacksonien (en)       | Redécoupage depuis le 2e district et réélu en 1822. Réélu en 1824. Réélu en 1826. Réélu en 1828. Réélu en 1830. Réélu en 1832. Réélu en 1834. Réélu en 1836. Perd sa réélection. | Campbell P. White (en) | Jacksonien (en)       | Élu en 1828. Réélu en 1830. Réélu en 1832. Réélu en 1834. Démissionne. | Dudley Selden (en)       | Jacksonien (en)       | Élu en 1832. Démissionne.                           | Cornelius Lawrence             | Jacksonien (en)                | Élu en 1832. Démissionne pour devenir Maire de New York City. |
| 23e | 15 mai 1834 - 2 juillet 1834       | Churchill C. Cambreleng (en) | Jacksonien (en)       | Redécoupage depuis le 2e district et réélu en 1822. Réélu en 1824. Réélu en 1826. Réélu en 1828. Réélu en 1830. Réélu en 1832. Réélu en 1834. Réélu en 1836. Perd sa réélection. | Campbell P. White (en) | Jacksonien (en)       | Élu en 1828. Réélu en 1830. Réélu en 1832. Réélu en 1834. Démissionne. | Dudley Selden (en)       | Jacksonien (en)       | Élu en 1832. Démissionne.                           | Vacant                         | Vacant                         | Vacant                                                        |
| 23e | 3 juillet 1834 - 1er décembre 1834 | Churchill C. Cambreleng (en) | Jacksonien (en)       | Redécoupage depuis le 2e district et réélu en 1822. Réélu en 1824. Réélu en 1826. Réélu en 1828. Réélu en 1830. Réélu en 1832. Réélu en 1834. Réélu en 1836. Perd sa réélection. | Campbell P. White (en) | Jacksonien (en)       | Élu en 1828. Réélu en 1830. Réélu en 1832. Réélu en 1834. Démissionne. | Vacant                   | Vacant                | Vacant                                              | Vacant                         | Vacant                         | Vacant                                                        |
| 23e | 1er décembre 1834 - 3 mars 1835    | Churchill C. Cambreleng (en) | Jacksonien (en)       | Redécoupage depuis le 2e district et réélu en 1822. Réélu en 1824. Réélu en 1826. Réélu en 1828. Réélu en 1830. Réélu en 1832. Réélu en 1834. Réélu en 1836. Perd sa réélection. | Campbell P. White (en) | Jacksonien (en)       | Élu en 1828. Réélu en 1830. Réélu en 1832. Réélu en 1834. Démissionne. | John J. Morgan (en)      | Jacksonien (en)       | Élu pour terminer le mandat de Selden.              | Charles G. Ferris (en)         | Jacksonien (en)                | Élu pour terminer le mandat de Lawrence.                      |
| 24  | 4 mars 1835 - 2 octobre 1835       | Churchill C. Cambreleng (en) | Jacksonien (en)       | Redécoupage depuis le 2e district et réélu en 1822. Réélu en 1824. Réélu en 1826. Réélu en 1828. Réélu en 1830. Réélu en 1832. Réélu en 1834. Réélu en 1836. Perd sa réélection. | Campbell P. White (en) | Jacksonien (en)       | Élu en 1828. Réélu en 1830. Réélu en 1832. Réélu en 1834. Démissionne. | Ely Moore (en)           | Jacksonien (en)       | Élu en 1834. Réélu en 1836.                         | John McKeon (en)               | Jacksonien (en)                | Élu en 1834. Perd sa réélection.                              |
| 24  | 3 octobre 1835 - 6 décembre 1835   | Churchill C. Cambreleng (en) | Jacksonien (en)       | Redécoupage depuis le 2e district et réélu en 1822. Réélu en 1824. Réélu en 1826. Réélu en 1828. Réélu en 1830. Réélu en 1832. Réélu en 1834. Réélu en 1836. Perd sa réélection. | Vacant                 | Vacant                | Vacant                                                                 | Ely Moore (en)           | Jacksonien (en)       | Élu en 1834. Réélu en 1836.                         | John McKeon (en)               | Jacksonien (en)                | Élu en 1834. Perd sa réélection.                              |
| 24  | 7 décembre 1835 - 3 mars 1837      | Churchill C. Cambreleng (en) | Jacksonien (en)       | Redécoupage depuis le 2e district et réélu en 1822. Réélu en 1824. Réélu en 1826. Réélu en 1828. Réélu en 1830. Réélu en 1832. Réélu en 1834. Réélu en 1836. Perd sa réélection. | Gideon Lee             | Jacksonien (en)       | Élu pour terminer le mandat de White. Retrait.                         | Ely Moore (en)           | Jacksonien (en)       | Élu en 1834. Réélu en 1836.                         | John McKeon (en)               | Jacksonien (en)                | Élu en 1834. Perd sa réélection.                              |
| 25e | 4 mars 1837 - 3 mars 1839          | Churchill C. Cambreleng (en) | Démocrate             | Redécoupage depuis le 2e district et réélu en 1822. Réélu en 1824. Réélu en 1826. Réélu en 1828. Réélu en 1830. Réélu en 1832. Réélu en 1834. Réélu en 1836. Perd sa réélection. | Edward Curtis (en)     | Whig                  | Élu en 1836.                                                           | Ely Moore (en)           | Démocrate             | Élu en 1834. Réélu en 1836.                         | Ogden Hoffman (en)             | Whig                           | Élu en 1836. Réélu en 1838.                                   |
| 26e | 4 mars 1839 - 3 mars 1841          | Moses H. Grinnell (en)       | Whig                  | Élu en 1838. Perd sa réélection. | Edward Curtis (en)     | Whig                  | Élu en 1836.                                                           | James Monroe             | Whig                  | Élu en 1838. Perd sa réélection.                    | Ogden Hoffman (en)             | Whig                           | Élu en 1836. Réélu en 1838.                                   |
| 27e | 4 mars 1841 - 3 mars 1843          | Charles G. Ferris (en)       | Démocrate             | Élu en 1840. | Fernando Wood          | Démocrate             | Élu en 1840. Perd sa réélection.                                       | James I. Roosevelt (en)  | Démocrate             | Élu en 1840. Retrait.                               | John McKeon (en)               | Démocrate                      | Élu en 1840. Perd sa réélection.                              |

### 1843 - Présent
| Membre                           | Parti                                 | Années                              | Congrès     | Histoire électorale | Zone géographique                              |
| -------------------------------- | ------------------------------------- | ----------------------------------- | ----------- | --- | ---------------------------------------------- |
| District rétablit le 4 mars 1789 |                                       |                                     |             | |                                                |
| Jonas P. Phoenix (en)            | Whig                                  | 4 mars 1843 - 3 mars 1845           | 28e         | Élu en 1842. |                                                |
| William S. Miller (en)           | Know Nothing                          | 4 mars 1845 - 3 mars 1847           | 29e         | Élu en 1844. |                                                |
| Henry Nicoll (en)                | Démocrate                             | 4 mars 1847 - 3 mars 1849           | 30e         | Élu en 1846. |                                                |
| Jonas P. Phoenix (en)            | Whig                                  | 4 mars 1849 - 3 mars 1851           | 31e         | Élu en 1848. |                                                |
| Emanuel B. Hart (en)             | Démocrate                             | 4 mars 1851 - 3 mars 1853           | 32e         | Élu en 1850. |                                                |
| Hiram Walbridge (en)             | Démocrate                             | 4 mars 1853 - 3 mars 1855           | 33e         | Élu en 1852. |                                                |
| Guy R. Pelton (en)               | Opposition Party (Southern U.S.) (en) | 4 mars 1855 - 3 mars 1857           | 34e         | Élu en 1854. |                                                |
| Daniel Sickles                   | Démocrate                             | 4 mars 1857 - 3 mars 1861           | 35e , 36e   | Élu en 1856. Réélu en 1858. |                                                |
| Benjamin Wood (en)               | Démocrate                             | 4 mars 1861 - 3 mars 1863           | 37e         | Élu en 1860. Redécoupage vers le 4e district. |                                                |
| Moses F. Odell (en)              | Démocrate                             | 4 mars 1863 - 3 mars 1865           | 38e         | Redécoupage depuis le 2e district et réélu en 1862. |                                                |
| James Humphrey (en)              | Républicain                           | 4 mars 1865 - 16 juin 1866          | 39e         | Élu en 1864. Décès. |                                                |
| Vacant                           | Vacant                                | 16 juin 1866 - 4 décembre 1866      | 39e         | |                                                |
| John W. Hunter (en)              | Démocrate                             | 4 décembre 1866 - 3 mars 1867       | 39e         | Élu pour terminer le mandat d'Humphrey |                                                |
| William E. Robinson (en)         | Démocrate                             | 4 mars 1867 - 3 mars 1869           | 40e         | Élu en 1866. |                                                |
| Henry Warner Slocum              | Démocrate                             | 4 mars 1869 - 3 mars 1873           | 41e , 42e   | Élu en 1868. Réélu en 1870. Retrait. |                                                |
| Stewart L. Woodford (en)         | Républicain                           | 4 mars 1873 - 1er juillet 1874      | 43e         | Élu en 1872. |                                                |
| Vacant                           | Vacant                                | 1er juillet 1874 - 3 novembre 1874  | 43e         | |                                                |
| Simeon B. Chittenden (en)        | Républicain Indépendant (en)          | 3 novembre 1874 - 3 mars 1877       | 43e - 46e   | Élu pour terminer le mandat de Woodford. Réélu en 1874. |                                                |
| Simeon B. Chittenden (en)        | Républicain                           | 4 mars 1877 - 3 mars 1881           | 43e - 46e   | Élu en 1876. Réélu en 1878. |                                                |
| J. Hyatt Smith (en)              | Indépendant (en)                      | 4 mars 1881 - 3 mars 1883           | 47e         | Élu en 1880. |                                                |
| Darwin R. James (en)             | Républicain                           | 4 mars 1883 - 3 mars 1887           | 48e , 49e   | Élu en 1882. Réélu en 1884. |                                                |
| Stephen V. White (en)            | Républicain                           | 4 mars 1887 - 3 mars 1889           | 50e         | Élu en 1886. |                                                |
| William C. Wallace (en)          | Républicain                           | 4 mars 1889 - 3 mars 1891           | 51e         | Élu en 1888. |                                                |
| William J. Coombs (en)           | Démocrate                             | 4 mars 1891 - 3 mars 1893           | 52e         | Élu en 1890. Redécoupage vers le 4e district. |                                                |
| Joseph C. Hendrix (en)           | Démocrate                             | 4 mars 1893 - 3 mars 1895           | 53e         | Élu en 1892. |                                                |
| Francis H. Wilson (en)           | Républicain                           | 4 mars 1895 - 30 septembre 1897     | 54e , 55e   | Élu en 1894. Réélu en 1896. Démissionne pour devenir Directeur de la Poste de Boston.                                                                                                |                                                |
| Vacant                           | Vacant                                | 30 septembre 1897 - 6 décembre 1897 | 55e         | |                                                |
| Edmund H. Driggs (en)            | Démocrate                             | 6 décembre 1897 - 3 mars 1901       | 55e , 56e   | Élu pour terminer le mandat de Wilson. Réélu en 1898. |                                                |
| Henry Bristow (en)               | Républicain                           | 4 mars 1901 - 3 mars 1903           | 57e         | Élu en 1900. |                                                |
| Charles T. Dunwell (en)          | Républicain                           | 3 mars 1903 - 12 juin 1908          | 58e - 60e   | Élu en 1902. Réélu en 1904. Réélu en 1906. Décès. |                                                |
| Vacant                           | Vacant                                | 12 juin 1908 - 3 novembre 1908      | 60e         | |                                                |
| Otto G. Foelker (en)             | Républicain                           | 3 novembre 1908 - 3 mars 1911       | 60e , 61e   | Élu pour terminer le mandat de Dunwell. Réélu en 1908. |                                                |
| James P. Maher (en)              | Démocrate                             | 4 mars 1911 - 3 mars 1913           | 62e         | Élu en 1910. Redécoupage vers le 5e district. |                                                |
| Frank E. Wilson (en)             | Démocrate                             | 4 mars 1913 - 3 mars 1915           | 63e         | Redécoupage depuis le 4e district et réélu en 1912. |                                                |
| Joseph V. Flynn (en)             | Démocrate                             | 4 mars 1915 - 3 mars 1919           | 64e , 65e   | Élu en 1914. Réélu en 1916. |                                                |
| John MacCrate (en)               | Républicain                           | 4 mars 1919 - 30 décembre 1920      | 66e         | Élu en 1918. Démissionne pour devenir Juge Assesseur de la Cour Suprême de New York.                                                                                                 |                                                |
| Vacant                           | Vacant                                | 30 décembre 1920 - 3 mars 1921      | 66e         | |                                                |
| John Kissel (en)                 | Républicain                           | 4 mars 1921 - 3 mars 1923           | 67e         | Élu en 1920. Perd sa réélection. |                                                |
| George W. Lindsay (en)           | Démocrate                             | 4 mars 1923 - 3 janvier 1935        | 68e - 73e   | Élu en 1922. Réélu en 1924. Réélu en 1926. Réélu en 1928. Réélu en 1930. Réélu en 1932. Perd sa renomination.                                                                        |                                                |
| Joseph L. Pfeifer (en)           | Démocrate                             | 3 janvier 1935 - 3 janvier 1945     | 74e - 78e   | Élu en 1934. Réélu en 1936. Réélu en 1938. Réélu en 1940. Réélu en 1942. Redécoupage vers le 8e district.                                                                            |                                                |
| Henry J. Latham (en)             | Républicain                           | 3 janvier 1945 - 3 janvier 1953     | 79e - 82e   | Élu en 1944. Réélu en 1946. Réélu en 1948. Réélu en 1950. Redécoupage vers le 4e district.                                                                                           |                                                |
| Frank J. Becker (en)             | Républicain                           | 3 janvier 1953 - 3 janvier 1963     | 83e - 87e   | Élu en 1952. Réélu en 1954. Réélu en 1956. Réélu en 1958. Réélu en 1960. Redécoupage vers le 5e district.                                                                            |                                                |
| Steven Derounian (en)            | Républicain                           | 3 janvier 1963 - 3 janvier 1965     | 88e         | Redécoupage depuis le 2e district et réélu en 1962. Perd sa réélection. |                                                |
| Lester L. Wolff (en)             | Démocrate                             | 3 janvier 1965 - 3 janvier 1973     | 89e - 92e   | Élu en 1964. Réélu en 1966. Réélu en 1968. Réélu en 1970. Redécoupage depuis le 6e district.                                                                                         |                                                |
| Angelo D. Roncallo (en)          | Républicain                           | 3 janvier 1973 - 3 janvier 1975     | 93e         | Élu en 1972. Perd sa réélection. |                                                |
| Jerome A. Ambro Jr. (en)         | Démocrate                             | 3 janvier 1975 - 3 janvier 1981     | 94e - 96e   | Élu en 1974. Réélu en 1976. Réélu en 1978. Perd sa réélection. |                                                |
| Gregory W. Carman (en)           | Républicain                           | 3 janvier 1981 - 3 janvier 1983     | 97e         | Élu en 1980. Retrait. |                                                |
| Robert J. Mrazek (en)            | Démocrate                             | 3 janvier 1983 - 3 janvier 1993     | 98e - 102e  | Élu en 1982. Réélu en 1984. Réélu en 1986. Réélu en 1988. Réélu en 1990. Retrait pour se présenter comme Sénateur des États-Unis.                                                    |                                                |
| Peter T. King                    | Républicain                           | 3 janvier 1993 - 3 janvier 2013     | 103e - 112e | Élu en 1992. Réélu en 1994. Réélu en 1996. Réélu en 1998. Réélu en 2000. Réélu en 2002. Réélu en 2004. Réélu en 2006. Réélu en 2008. Réélu en 2010. Redécoupage vers le 2e district. |                                                |
| Peter T. King                    | Républicain                           | 3 janvier 1993 - 3 janvier 2013     | 103e - 112e | Élu en 1992. Réélu en 1994. Réélu en 1996. Réélu en 1998. Réélu en 2000. Réélu en 2002. Réélu en 2004. Réélu en 2006. Réélu en 2008. Réélu en 2010. Redécoupage vers le 2e district. | 2003–2013 Parties de Nassau et Suffolk         |
| Steve Israel                     | Démocrate                             | 3 janvier 2013 - 3 janvier 2017     | 113e , 114e | Redécoupage depuis le 2e district et réélu en 2012. Réélu en 2014. Retrait. | 2013–2023 Parties de Nassau, Queens et Suffolk |
| Tom Suozzi                       | Démocrate                             | 3 janvier 2017 - 3 janvier 2023     | 115e - 117e | Élu en 2016. Réélu en 2018. Réélu en 2020. Retrait pour se présenter comme Gouverneur de New York.                                                                                   | 2013–2023 Parties de Nassau, Queens et Suffolk |
| George Santos                    | Républicain                           | 3 janvier 2023 - 1er décembre 2023  | 118e        | Élu en 2022. Annone son retrait puis est expulsé. | 2023–2025 Parties de Nassau et Queens          |
| Vacant                           | Vacant                                | 1er décembre 2023 - 28 février 2024 | 118e        | | 2023–2025 Parties de Nassau et Queens          |
| Tom Suozzi                       | Démocrate                             | 28 février 2024 - Présent           | 118e        | Élu pour terminer le mandat de Santos. | 2023–2025 Parties de Nassau et Queens          |

## Résultats des récentes élections
Voici le résultats des dix précédents cycles électoraux dans le district.

### 2004
| Élection de 2004 du 3e district congressionnel de New York | Élection de 2004 du 3e district congressionnel de New York | Élection de 2004 du 3e district congressionnel de New York | Élection de 2004 du 3e district congressionnel de New York | Élection de 2004 du 3e district congressionnel de New York |
| ---------------------------------------------------------- | ---------------------------------------------------------- | ---------------------------------------------------------- | ---------------------------------------------------------- | ---------------------------------------------------------- |
| Parti                                                      | Parti                                                      | Candidat                                                   | Votes                                                      | %                                                          |
|                                                            | Républicain                                                | Peter T. King (sortant)                                    | 171 259                                                    | 63,0                                                       |
|                                                            | Démocrate                                                  | Blair H. Mathies Jr.                                       | 100 737                                                    | 37,0                                                       |
| Total des votes                                            | Total des votes                                            | Total des votes                                            | 271 996                                                    | 100 %                                                      |
|                                                            | Les Républicains conservent                                |                                                            |                                                            |                                                            |

### 2006
| Élection de 2006 du 3e district congressionnel de New York | Élection de 2006 du 3e district congressionnel de New York | Élection de 2006 du 3e district congressionnel de New York | Élection de 2006 du 3e district congressionnel de New York | Élection de 2006 du 3e district congressionnel de New York |
| ---------------------------------------------------------- | ---------------------------------------------------------- | ---------------------------------------------------------- | ---------------------------------------------------------- | ---------------------------------------------------------- |
| Parti                                                      | Parti                                                      | Candidat                                                   | Votes                                                      | %                                                          |
|                                                            | Républicain                                                | Peter T. King (sortant)                                    | 101 787                                                    | 56,0                                                       |
|                                                            | Démocrate                                                  | Dave Mejias                                                | 79 843                                                     | 44,0                                                       |
| Total des votes                                            | Total des votes                                            | Total des votes                                            | 181 630                                                    | 100 %                                                      |
|                                                            | Les Républicains conservent                                |                                                            |                                                            |                                                            |

### 2008
| Élection de 2002 du 3e district congressionnel de New York | Élection de 2002 du 3e district congressionnel de New York | Élection de 2002 du 3e district congressionnel de New York | Élection de 2002 du 3e district congressionnel de New York | Élection de 2002 du 3e district congressionnel de New York |
| ---------------------------------------------------------- | ---------------------------------------------------------- | ---------------------------------------------------------- | ---------------------------------------------------------- | ---------------------------------------------------------- |
| Parti                                                      | Parti                                                      | Candidat                                                   | Votes                                                      | %                                                          |
|                                                            | Républicain                                                | Peter T. King (sortant)                                    | 135 648                                                    | 64,0                                                       |
|                                                            | Démocrate                                                  | Graham Long                                                | 76 918                                                     | 36,0                                                       |
| Total des votes                                            | Total des votes                                            | Total des votes                                            | 212 566                                                    | 100 %                                                      |
|                                                            | Les Républicains conservent                                |                                                            |                                                            |                                                            |

### 2010
| Élection de 2010 du 3e district congressionnel de New York | Élection de 2010 du 3e district congressionnel de New York | Élection de 2010 du 3e district congressionnel de New York | Élection de 2010 du 3e district congressionnel de New York | Élection de 2010 du 3e district congressionnel de New York |
| ---------------------------------------------------------- | ---------------------------------------------------------- | ---------------------------------------------------------- | ---------------------------------------------------------- | ---------------------------------------------------------- |
| Parti                                                      | Parti                                                      | Candidat                                                   | Votes                                                      | %                                                          |
|                                                            | Républicain                                                | Peter T. King (sortant)                                    | 126 142                                                    | 72,0                                                       |
|                                                            | Démocrate                                                  | Howard Kudler                                              | 48 963                                                     | 28,0                                                       |
| Total des votes                                            | Total des votes                                            | Total des votes                                            | 175 105                                                    | 100 %                                                      |
|                                                            | Les Républicains conservent                                |                                                            |                                                            |                                                            |

### 2012
| Élection de 2012 du 3e district congressionnel de New York | Élection de 2012 du 3e district congressionnel de New York | Élection de 2012 du 3e district congressionnel de New York | Élection de 2012 du 3e district congressionnel de New York | Élection de 2012 du 3e district congressionnel de New York |
| ---------------------------------------------------------- | ---------------------------------------------------------- | ---------------------------------------------------------- | ---------------------------------------------------------- | ---------------------------------------------------------- |
| Parti                                                      | Parti                                                      | Candidat                                                   | Votes                                                      | %                                                          |
|                                                            | Démocrate                                                  | Steve Israel                                               | 157 880                                                    | 57,8                                                       |
|                                                            | Républicain                                                | Stephen LaBate                                             | 113 203                                                    | 41,5                                                       |
|                                                            | Libertarien                                                | Michael McDermott                                          | 1 644                                                      | 0,6                                                        |
|                                                            | Constitution                                               | Anthony Tolda                                              | 367                                                        | 0,1                                                        |
| Total des votes                                            | Total des votes                                            | Total des votes                                            | 273 094                                                    | 100 %                                                      |
|                                                            | Les Démocrates prennent aux Républicains                   |                                                            |                                                            |                                                            |

### 2014
| Élection de 2014 du 3e district congressionnel de New York | Élection de 2014 du 3e district congressionnel de New York | Élection de 2014 du 3e district congressionnel de New York | Élection de 2014 du 3e district congressionnel de New York | Élection de 2014 du 3e district congressionnel de New York |
| ---------------------------------------------------------- | ---------------------------------------------------------- | ---------------------------------------------------------- | ---------------------------------------------------------- | ---------------------------------------------------------- |
| Parti                                                      | Parti                                                      | Candidat                                                   | Votes                                                      | %                                                          |
|                                                            | Démocrate                                                  | Steve Israel (sortant)                                     | 90 032                                                     | 54,8                                                       |
|                                                            | Républicain                                                | Grant Rally                                                | 74 269                                                     | 45,2                                                       |
| Total des votes                                            | Total des votes                                            | Total des votes                                            | 317 335                                                    | 100 %                                                      |
|                                                            | Les Démocrates conservent                                  |                                                            |                                                            |                                                            |

### 2016
| Élection de 2016 du 3e district congressionnel de New York | Élection de 2016 du 3e district congressionnel de New York | Élection de 2016 du 3e district congressionnel de New York | Élection de 2016 du 3e district congressionnel de New York | Élection de 2016 du 3e district congressionnel de New York |
| ---------------------------------------------------------- | ---------------------------------------------------------- | ---------------------------------------------------------- | ---------------------------------------------------------- | ---------------------------------------------------------- |
| Parti                                                      | Parti                                                      | Candidat                                                   | Votes                                                      | %                                                          |
|                                                            | Démocrate                                                  | Tom Suozzi                                                 | 167 758                                                    | 52,9                                                       |
|                                                            | Républicain                                                | Jack Martins                                               | 149 577                                                    | 47,1                                                       |
| Total des votes                                            | Total des votes                                            | Total des votes                                            | 317 335                                                    | 100 %                                                      |
|                                                            | Les Démocrates conservent                                  |                                                            |                                                            |                                                            |

### 2018
| Élection de 2018 du 3e district congressionnel de New York | Élection de 2018 du 3e district congressionnel de New York | Élection de 2018 du 3e district congressionnel de New York | Élection de 2018 du 3e district congressionnel de New York | Élection de 2018 du 3e district congressionnel de New York |
| ---------------------------------------------------------- | ---------------------------------------------------------- | ---------------------------------------------------------- | ---------------------------------------------------------- | ---------------------------------------------------------- |
| Parti                                                      | Parti                                                      | Candidat                                                   | Votes                                                      | %                                                          |
|                                                            | Démocrate                                                  | Tom Suozzi (sortant)                                       | 157 456                                                    | 59,0                                                       |
|                                                            | Républicain                                                | Dan DeBono                                                 | 109 514                                                    | 41,0                                                       |
| Total des votes                                            | Total des votes                                            | Total des votes                                            | 266 970                                                    | 100 %                                                      |
|                                                            | Les Démocrates conservent                                  |                                                            |                                                            |                                                            |

### 2020
| Élection de 2018 du 3e district congressionnel de New York, | Élection de 2018 du 3e district congressionnel de New York, | Élection de 2018 du 3e district congressionnel de New York, | Élection de 2018 du 3e district congressionnel de New York, | Élection de 2018 du 3e district congressionnel de New York, |
| ----------------------------------------------------------- | ----------------------------------------------------------- | ----------------------------------------------------------- | ----------------------------------------------------------- | ----------------------------------------------------------- |
| Parti                                                       | Parti                                                       | Candidat                                                    | Votes                                                       | %                                                           |
|                                                             | Démocrate                                                   | Tom Suozzi (sortant)                                        | 208 412                                                     | 56,0                                                        |
|                                                             | Républicain                                                 | George Santos                                               | 161 907                                                     | 43,5                                                        |
|                                                             | Libertarien                                                 | Howard Rabin                                                | 2 154                                                       | 0,5                                                         |
| Total des votes                                             | Total des votes                                             | Total des votes                                             | 372 473                                                     | 100 %                                                       |
|                                                             | Les Démocrates conservent                                   |                                                             |                                                             |                                                             |

### 2022
La Primaire Républicaine a été annulée, George Santos (R) avance vers l'Élection Générale.
| Primaire Démocrate de 2022 du 3e district congressionnel de New York | Primaire Démocrate de 2022 du 3e district congressionnel de New York | Primaire Démocrate de 2022 du 3e district congressionnel de New York | Primaire Démocrate de 2022 du 3e district congressionnel de New York | Primaire Démocrate de 2022 du 3e district congressionnel de New York |
| -------------------------------------------------------------------- | -------------------------------------------------------------------- | -------------------------------------------------------------------- | -------------------------------------------------------------------- | -------------------------------------------------------------------- |
| Parti                                                                | Parti                                                                | Candidat                                                             | Votes                                                                | %                                                                    |
|                                                                      | Démocrate                                                            | Robert Zimmerman                                                     | 10 074                                                               | 35,8                                                                 |
|                                                                      | Démocrate                                                            | Jon Kaiman                                                           | 7 242                                                                | 25,7                                                                 |
|                                                                      | Démocrate                                                            | Joshua Lafazan                                                       | 5 554                                                                | 19,7                                                                 |
|                                                                      | Démocrate                                                            | Melanie D'Arrigo                                                     | 4 519                                                                | 16,0                                                                 |
|                                                                      | Démocrate                                                            | Reema Rasool                                                         | 738                                                                  | 2,6                                                                  |

| Élection de 2022 du 3e district congressionnel de New York | Élection de 2022 du 3e district congressionnel de New York | Élection de 2022 du 3e district congressionnel de New York | Élection de 2022 du 3e district congressionnel de New York | Élection de 2022 du 3e district congressionnel de New York |
| ---------------------------------------------------------- | ---------------------------------------------------------- | ---------------------------------------------------------- | ---------------------------------------------------------- | ---------------------------------------------------------- |
| Parti                                                      | Parti                                                      | Candidat                                                   | Votes                                                      | %                                                          |
|                                                            | Républicain                                                | George Santos                                              | 145 824                                                    | 53,7                                                       |
|                                                            | Démocrate                                                  | Robert Zimmerman                                           | 125 404                                                    | 46,2                                                       |
|                                                            | Write-In                                                   | Write-In                                                   | 103                                                        | 0,0                                                        |
| Total des votes                                            | Total des votes                                            | Total des votes                                            | 271 331                                                    | 100 %                                                      |
|                                                            | Les Républicains prennent aux Démocrates                   |                                                            |                                                            |                                                            |

### 2024 (Spéciale)
| Élection Spéciale de 2024 du 3e district congressionnel de New York, | Élection Spéciale de 2024 du 3e district congressionnel de New York, | Élection Spéciale de 2024 du 3e district congressionnel de New York, | Élection Spéciale de 2024 du 3e district congressionnel de New York, | Élection Spéciale de 2024 du 3e district congressionnel de New York, |
| -------------------------------------------------------------------- | -------------------------------------------------------------------- | -------------------------------------------------------------------- | -------------------------------------------------------------------- | -------------------------------------------------------------------- |
| Parti                                                                | Parti                                                                | Candidat                                                             | Votes                                                                | %                                                                    |
|                                                                      | Démocrate                                                            | Tom Suozzi                                                           | 93 183                                                               | 53,9                                                                 |
|                                                                      | Républicain                                                          | Mazi Pilip                                                           | 79 290                                                               | 45,9                                                                 |
|                                                                      | Write-In                                                             | Write-In                                                             | 337                                                                  | 0,2                                                                  |
| Total des votes                                                      | Total des votes                                                      | Total des votes                                                      | 172 810                                                              | 100 %                                                                |
|                                                                      | Les Démocrates prennent aux Républicains                             |                                                                      |                                                                      |                                                                      |

### 2024 (Régulière)
Les Primaires Démocrates et Républicaines ont été annulées. Tom Suozzi (D-Sortant) et Michael LiPetri Jr. (R) avancent vers l'Élection Générale.
| Élection de 2024 du 3e district congressionnel de New York | Élection de 2024 du 3e district congressionnel de New York | Élection de 2024 du 3e district congressionnel de New York | Élection de 2024 du 3e district congressionnel de New York | Élection de 2024 du 3e district congressionnel de New York |
| ---------------------------------------------------------- | ---------------------------------------------------------- | ---------------------------------------------------------- | ---------------------------------------------------------- | ---------------------------------------------------------- |
| Parti                                                      | Parti                                                      | Candidat                                                   | Votes                                                      | %                                                          |
|                                                            | Démocrate                                                  | Tom Suozzi (sortant)                                       | TBD                                                        | TBD                                                        |
|                                                            | Républicain                                                | Michael LiPetri Jr.                                        | TBD                                                        | TBD                                                        |
|                                                            | Write-In                                                   | Write-In                                                   | TBD                                                        | TBD                                                        |
| Total des votes                                            | Total des votes                                            | Total des votes                                            | TBD                                                        | 100 %                                                      |
|                                                            |                                                            |                                                            |                                                            |                                                            |

## Frontières historiques du district
Ce district a toujours été centré dans le nord-est du comté de Nassau, mais a ajouté d'autres zones de temps en temps. Dans les années 1960, le district englobait la moitié nord du Comté de Nassau et un petit coin du Queens. Dans les années 1970, la ville de North Hempstead a été ajoutée au 6e district et le 3e a été transféré à Huntington dans le Comté de Suffolk et dans certaines parties du sud-est du Comté de Nassau. Dans les années 1980, la majeure partie de l'est de Nassau a été ajoutée au 4e district, et le 3e était composé du nord-ouest de Nassau, d'un étroit couloir le long du détroit de Long Island et du nord-ouest du Suffolk. Après le redécoupage de 1992, la Côte-Nord a été transférée au nouveau 5e district et le 3e se composait des zones intérieures du nord et de l'est du Comté de Nassau, ainsi que de la rive sud du Comté de Nassau. Un couloir encore plus étroit reliait la partie nord-ouest de Nassau et nord-ouest de Suffolk du 5e district, laissant la majeure partie d'Oyster Bay dans le 3e. La nouvelle cartographie de 2002 a supprimé certaines zones de l'est de Nassau, mais a ajouté les villes de la rive sud du Comté de Suffolk et les zones côtières du nord-est de Nassau. En 2012, le district a déménagé de la Rive-Sud vers la Rive-Nord et est réintégré dans le Queens pour la première fois depuis les années 1960.

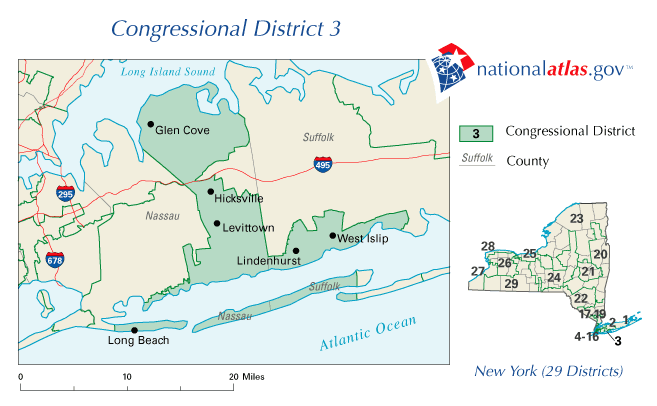
2003 - 2013

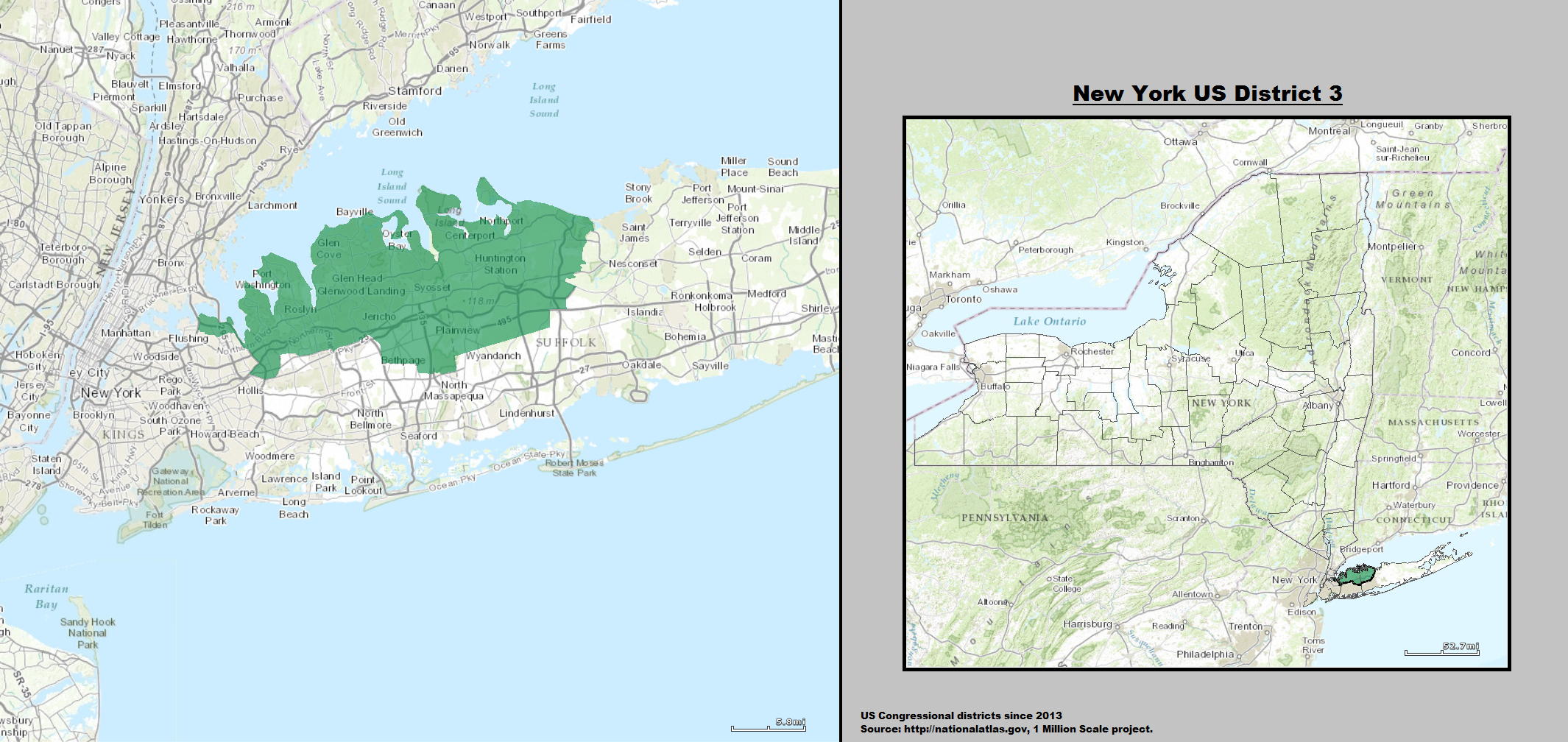
2013 - 2023